# Kiptchak mamelouk
Le kiptchak mamelouk est une langue turque parlée en Égypte dans l'État mamelouk entre les XIIe et XVe siècles.

## Classification interne
Le kiptchak mamelouk appartient à la branche occidentale, aussi nommée kiptchak, des langues turques. Les Mamelouks qui la parlaient étaient originaires d'Asie centrale, notamment du Khwarezm.

## Connaissance de la langue
La langue nous est connue par des manuscrits arabes, tels que le vocabulaire « arabe-turc-kiptchak », le Kitāb bulɣat al-muštāq fī luɣat at-turk wa-l-qifjāq, qui daterait du milieu du XIVe siècle.

## Sources
- (ru) Наджип, Э.Н., et Г.Ф. Благова, Maмлюкско-кыпчакcкий язык, dans Языки мира, Тюркские языки, p. 75-81, Moscou, Izdatel'stvo Indrik, 1997  (ISBN 5-85759-061-2).
- (pl) Zajączkowski, Ananiasz, Słownik arabsko-kipczacki z okresu Państwa Mameluckiego. Bulɣat al-muštāq fī luɣat at-turk wa-l-qifjāq. Część II. Verba, Varsovie, Państowe Wydawnictwo Naukowe, 1954.
- (fr) Zajączkowski, Ananiasz, Vocabulaire arabe-kiptchak de l'époque de l'État mamelouk. Bulɣat al-muštāq fī luɣat at-turk wa-l-qifjāq. I-ère partie: Le nom, Varsovie, Państowe Wydawnictwo Naukowe, 1958.